# Daniele Benati (musicista)
Daniele Benati, noto anche con lo pseudonimo di Bengi, Bengi Jumping, Benaski e Benji Benaski (Suzzara, 29 ottobre 1965), è un cantante, compositore e produttore discografico italiano.

## Biografia
Cresce a Pegognaga (MN) e si diploma all'Istituto d'Arte di Mantova e all'Istituto europeo di design di Milano (sezione Pubblicità). Nel 1991 fonda il gruppo funk Ridillo dei quali da sempre è il cantante e chitarrista. Nel corso degli anni alterna l'attività con i Ridillo a quella di autore, produttore, e altri progetti live e in studio, anche da solista.
Per la televisione Bengi ha realizzato le sigle musicali di Turisti per caso, Velisti per caso e Misteri per caso in onda su Rai 3, Slow tour in onda su Rete4, Wedding Planners per Magnolia su Real Time, e Wonder Stories su Jimmy. Inoltre su Sky Uno compone la sigla e i sottofondi per il programma Celebrity Now - Satira Selvaggia condotto da Selvaggia Lucarelli.
Altri suoi brani vengono usati come sottofondo sulle reti Mediaset; per esempio, Right Guys Meet Right Girls (pubblicato come Macchiato Caldo assieme a Robert Passera) diventa sigla del reality La pupa e il secchione su Italia 1.  
È co-autore assieme a Paolo Belli della sigla televisiva di Ballando con le stelle su Rai 1.
È autore del singolo di Gianni Morandi Corre più di noi (dall'album A chi si ama veramente) eseguito anche durante Festivalbar 2005. Negli anni 2000, inoltre, assieme ai Ridillo affianca Morandi in più di cento concerti in giro per il mondo. Scrive anche molti brani per Mirko Casadei (il figlio di Raoul) uno dei quali è stato tradotto poi in inglese da Kid Creole.
Collabora con Rai Trade per sigle e sottofondi di diversi programmi (Aprirai, Brave Ragazze, A piedi nudi e altri); in particolare per Rai Radio 1 ha sviluppato le nuove sigle delle rubriche legate alla programmazione sportiva di Sabato sport e Domenica Sport. Ha firmato e prodotto la musica dello spot 2013 per il rinnovo del canone Rai.
Nel 2006 produce il primo album del dj Robert Passera, Easy Life, nel quale canta anche il brano Vipera vip. Canta un brano anche nell'album Montefiori Appetizer Volume 2 dei Montefiori Cocktail, Torno in Russia (cover di Back in the U.S.S.R. dei Beatles). È del 2007 l'album Jazz On in cui Bengi presta la voce ai Funkoff nel brano Io vivo.
Nel 2008 pubblica per la Irma Records come Bengi Jumping l'album Charme And Shake, anticipato dal singolo e video Ice Cream Pusher (utilizzato per un po' come stacchetto ne Le Iene).
Dal 2007 ha prodotto decine di album di library music (molti in vendita in formato digitale anche su store commerciali come iTunes) per la Primrose Music che vengono utilizzati in tutto il mondo per spot e sottofondi. Insieme a Fabio di Bari nel 2012 fonda l'etichetta That's Amore, dedita alla produzione di musiche "all'italiana" destinata principalmente al mercato estero.
Partecipa nel 2012 a Cocktail Martino, l'album tributo a Bruno Martino di Papik, cantando due brani (La ragazza di Ipanema e Rimpiangerai).
A ottobre 2013 ha scritto e prodotto musiche e sigla per il tour teatrale di Carla Gozzi.
Esce nel marzo 2014, con lo pseudonimo Bengi, il suo secondo album solista Faccia da soul, questa volta interamente cantato in italiano, dal quale viene estratto anche un 45 giri che include Vanoni e L'estate sta finendo.
Dal gennaio 2014 cura le musiche di 42, il programma di Radio Capital in onda tutti i sabati dalle 10 alle 12, condotto da Luca Bottura e Enrico Bertolino; Bengi è ospite fisso, concorrente in studio e musicista live.
Alla fine del 2015 crea assieme agli Halftones un nuovo spettacolo dal vivo itinerante: That's Amore Music Kitchen, musica swing all'italiana alternata alla presentazione e realizzazione in diretta dei migliori piatti da parte degli chef dei locali e ristoranti in cui si svolge.

## Discografia

### Album in studio
- 2008 - Charme And Shake (Irma Records) (come Bengi Jumping)
- 2009 - Funked If I Know (Pedigree Cuts) (come Daniele Benati, con Alex Rizzo, Elliot Ireland e Tom Greenwood)
- 2014 - Faccia da soul (Cosmica) (come Bengi)

### Singoli
- 2000 - Senza Regole/Keep On Movin' (RCA) (come Bengi, con Articolo 31 e 5ive)
- 2007 - Ice Cream Pusher (Irma Records) (come Bengi Jumping)
- 2014 - Vanoni/L'estate sta finendo/Non è finita (Cosmica) (come Bengi)
- 2016 - Brivido Felino (The Remixes) (Soulstice Music) (come Daniele Bengi Benati, con Papik e Stefy Gamboni)